# Khinjan (huyện)
Khinjan là một huyện thuộc tỉnh Baghlan, Afghanistan. Dân số thời điểm năm 1999 là 24,171 người.